# Vehbi Dibra

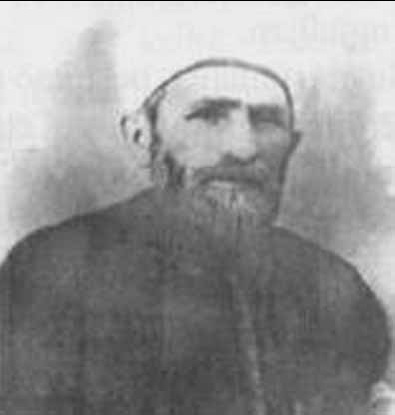
Vehbi Dibra, 1909

Abdyl Aziz Vehbi Agolli, geboren als Vehbi Agolli, genannt Vehbi Dibra (* 12. März 1867 in Dibra; † 24. März 1937 in Tirana), war ein albanischer Politiker, Übersetzer, Theologe und Vertreter von Dibër bei der albanischen Unabhängigkeitserklärung. Er war auch der erste Vorsitzende des albanischen Senats und als erster Vorsitzender der sunnitischen Moslemischen Gemeinschaft Albaniens von 1920 bis 1929 der Großmufti Albaniens. Vehbi Dibra wird auch als Hauptorganisierer des Kongresses von Dibër geehrt.

## Leben
Geboren am 12. März 1867 als Vehbi Agolli in der Region Dibër studierte er islamische Theologie, Rechtswissenschaften und Philosophie, und wurde später zum Mufti von Dibër ernannt. Sein Vater Ahmet (Effendi) Agolli diente ebenfalls als Mufti von Dibër. 1909 wurde Vehbi Agolli zum Vorsitzenden des Kongresses von Dibër ernannt, einer Vorgängerversammlung zur Anstachelung der antiosmanischen Revolte von 1910. Im November 1912 nahm er als Vertreter von Dibër in der Versammlung von Vlora teil, bei der die Unabhängigkeit Albaniens erklärt und ein Nationalkongress gebildet wurde. Die Abgeordneten des Nationalkongresses wählten achtzehn Delegierte zum albanischen Senat, von dem Vehbi Dibra der erste Vorsitzende war.
Um den Teil der sunnitischen Gemeinschaft Albaniens, die ihre Sicht zur Unabhängigkeitserklärung Albaniens auf dem Klerus basierte, zu beeinflussen, erließ Vehbi Dibra eine Fetva und begrüßte die Unabhängigkeitserklärung als Gottes Geschenk. Als ein Mitglied der Reformistenfaktion der sunnitischen Gemeinschaft Albaniens wurde er 1920 zu ihrem Vorsitzenden als Großmufti bestimmt. Während seiner Amtszeit, die bis 1929 andauerte, wurden die Eigentümer der Vakëf dokumentiert und registriert, die Verwaltung zentralisiert und die Gottesdienste vereinheitlicht. Vehbi Dibra begann auch mit der Veröffentlichung der Wochenzeitung Zani i Naltë und führte die Verwendung der albanischen Sprache in religiösen Zeremonien ein.